# Tour Eqho
O Tour Eqho (conhecido como Tour Descartes entre 1988 e 2011) é um arranha-céu de escritórios em Courbevoie, em La Défense, o distrito comercial da área metropolitana de Paris. 
Construído em 1988, a 131 m de altura, o Tour Eqho tem a forma de um paralelepípedo no meio do qual um meio cilindro teria extrudado. Não possui janelas nos cantos de suas fachadas, devido à presença de pilares de sustentação nesses locais. Esses pilares param alguns andares abaixo do topo do meio cilindro extrudado.